# Friedrich Renken
Friedrich Renken (* 5. April 1930 in Mansie; † 15. Oktober 2011) war ein deutscher Politiker (NPD) und ehemaliges Mitglied des Niedersächsischen Landtages.
Nach dem Besuch der Volksschule in Mansie absolvierte Renken eine Ausbildung in der Landwirtschaft. Danach besuchte er die Bad Zwischenahner Landwirtschaftliche Fachschule und legte seine landwirtschaftliche Meisterprüfung im Jahr 1958 ab.
Zusammen mit anderen begründete er die Ammerländer Landjugend und er war deren Kreisvorsitzender in den Jahren 1951 bis 1960. Darüber hinaus engagierte er sich ehrenamtlich in verschiedenen landwirtschaftlichen Gremien. Im Januar des Jahres 1965 trat er der NPD bei und wurde im Dezember desselben Jahres im NPD-Kreisverband Ammerland Kreisvorsitzender. Vom 6. Juni 1967 bis 20. Juni 1970 war er Mitglied des Niedersächsischen Landtages der 6. Wahlperiode.
Er war verheiratet und hatte drei Kinder.